# Grégoire XI de Byzance
Pour les articles homonymes, voir Grégoire.
Grégoire XI de Byzance ou Grigor XI Biwzandac‘i (en arménien Գրիգոր ԺԱ Բյուզանդացի ; mort en 1542) est Catholicos de l'Église apostolique arménienne de 1537 à 1542.
Élu Catholicos comme successeur de Sarkis IV de Géorgie (1520-1537), il occupe le siège pendant cinq ans avant de mourir et d’être remplacé par Étienne V de Salmast, son coadjuteur depuis 1540.

## Source
- Joseph Fr. Michaud et Louis Gabriel Michaud, Biographie universelle, ancienne et moderne, Paris, 1825, Tome XVII, p. 429.